# ターボマグナム
ターボマグナムとは、1983年にタカラ(現、タカラトミー)から発売された充電式のミニカーである。
当時の価格は1980円だった。黒のシティ・ターボと赤のワーゲン・ビートルのボディを交換できる使用になっていた。

## 構造
ニッケルカドミウム充電池を備え、充電器から急速充電することで走らせる事ができた。モーターと車輪が直結されており、歯車で減速せずに駆動された。小さいながらもチョロQ同様に速度は速かった。
一時はコロコロコミック等の雑誌で紹介される等、話題を呼んだが、シリーズ化される事はなく、単発で終了した。

## 関連
- チョロQ